# Новорайская сельская община
Новорайская сельская община (укр. Новорайська сільська громада) — территориальная община на Украине, в Бериславском районе Херсонской области. Административный центр — поселок Новорайск.
Образована 22 декабря 2017 года путём объединения Новорайского и Червономаякского сельских советов Бериславского района.

## Населенные пункты
В состав общины входят 5 сел (Костырка, Кошара, Крупица, Сагайдачное, Степное) и 4 поселка: Заможное, Монастырское, Новорайск и Червоный Маяк.